# Estadi Robert F. Kennedy Memorial
L'Estadi Robert F. Kennedy Memorial és un estadi creat originalment per la pràctica del beisbol i ara acondicionat pel futbol, situat a la ciutat de Washington DC, capital del Districte de Columbia i dels Estats Units.
Aquest estadi va ser la seu dels Washington Redskins de l'NFL, dels Washington Nationals de les Grans Lligues de Beisbol i del DC United, club de la Major League Soccer, des de la seva fundació el 1996 fins al 2018. Inaugurat el 1961 i amb una capacitat de 45.500 espectadors. Anomenat així en honor del senador assassinat, i que també era un gran aficionat a l'esport.

## Equips que han jugat a l'estadi
- D.C. United (MLS; 1996−2018)

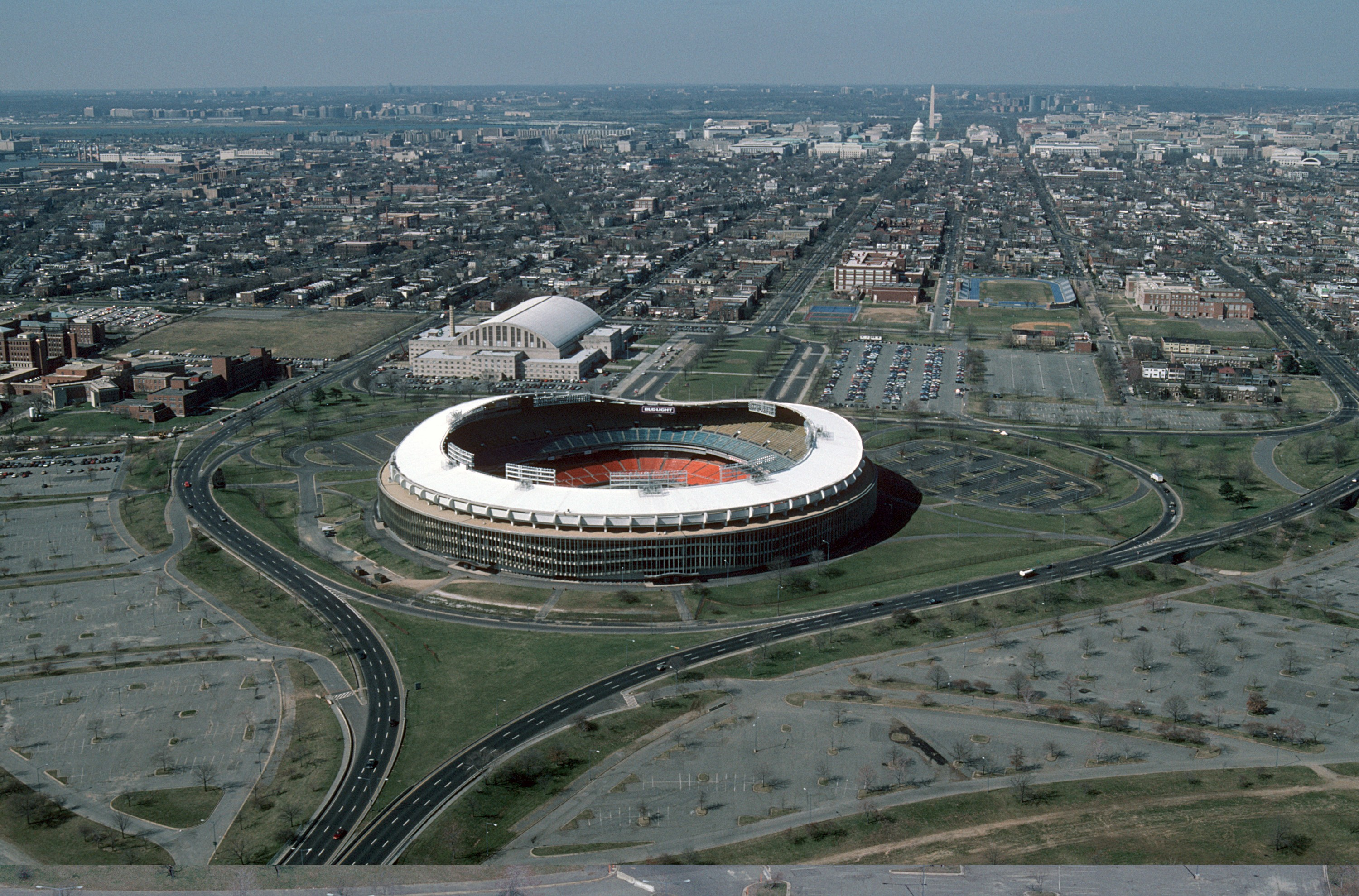
Fotografia aèria de l'estadi, març de 1988.

- AT&T Nation's Football Classic (2011- present)

Antics clubs:
- Washington Redskins (NFL; 1961−1996)
- Washington Federals (USFL; 1983−1984)
- Washington Senators (MLB; 1962−1971)
- Washington Diplomats (NASL; 1974−1981, 1991)
- Washington Darts (ASL/NASL; 1971)
- Washington Whips (USA; 1968)
- Washington Nationals (MLB; 2005−2007)
- Washington Freedom (WPS; 2001−2003, 2009−2011)
- Military Bowl (2008−present)